# 升家誠司
 升家 誠司 （ますいえ せいじ、1958年（昭和33年）1月27日 - ）は、日本の実業家、中部日本放送代表取締役社長。CBCテレビ、CBCラジオ取締役。

## 略歴・人物
愛知県出身。早稲田大学法学部卒業後、1981年中部日本放送に入社（同期に石塚元章、若林健治、寺井幸嗣、野崎幹雄、桐生郁子、颯田圭子、藤原淳子、小西雅子）。テレビ編成局編成部長、経営管理総局経営戦略センター付局次長兼テクノビジョン（現CBCラジオ）取締役、業務総局営業センター局長（ラジオ担当）兼CBCラジオ取締役、CBCラジオ代表取締役社長、中部日本放送取締役、CBCテレビ取締役を経て、2020年CBCテレビ代表取締役社長、CBCラジオ取締役。2023年中部日本放送代表取締役社長、CBCテレビ取締役。